# Ficedula ruficauda
El papamoscas colirrojo (Ficedula ruficauda) es una especie de ave paseriforme de la familia Muscicapidae propia de las montañas del subcontinente indio y Asia Central. 

## Descripción
El papamoscas colirrojo mide 14 cm de largo y pesa entre 11-16 g. Ambos sexos tienen un plumaje similar. Su cabeza y partes superiores son de color pardo grisáceo, salvo la cola y obispillo que son rojizos. Sus partes inferiores son blanquecinas.

## Taxonomía
Anteriormente se clasificaba en el género Muscicapa, pero en un estudio genético de este género y los géneros próximos (tribu Muscicapini) publicado en 2016, por Gary Voelker y su equipo, se descubrió que el papamoscas colirrojo era una especie basal respecto a otros Muscicapini, y se propuso que se situara en un género monotípico, Ripleyia. Cuando se descubrió que este nombre ya estaba ocupado se sustituyó por Ripleyornis. Otro estudio filogenético posterior, que incluía a los géneros Ficedula y Muscicapa demostró que el papamoscas formaba parte de un clado que contenía a todos los miembros de Ficedula.

## Distribución
Se encuentra principalmente en el Himalaya y sus estribaciones occidentales de Asia Central (Uzbekistán y Tayikistán). Es una especie parcialmente migratioria, siendo las poblaciones de Asia Central las que migran a la India, donde pasan el invierno en el sur de los Ghats occidentales, en Karnataka y Kerala.
Otras poblaciones, especialmente las que habitan en las partes bajas del Himalaya, permanecen en sus regiones nativas todo el año. La especie ocasionalmente aparece como divagante en otras zonas de la India.